# Бой за сопку Заозёрную (6 августа 1938)
Бой за сопку Заозёрную являлся составной частью вооружённого конфликта на участке государственной границы СССР у озера Хасан 29 июля — 11 августа 1938 года.

## Предшествующие события
Сопка Заозёрная представляла собой холм высотой 150 метров с вершиной в виде почти правильного усечённого конуса шириной до 200 метров, имевший крутой западный склон (местами доходивший до 85 градусов) и пологий восточный склон (от 10—15 до 45 градусов). Местоположение сопки в непосредственной близости от государственной границы и характер окружающей местности придавали Заозёрной значительную ценность в тактическом отношении.
Летом 1938 года сопка находилась на участке ответственности 59-го Посьетского пограничного отряда. 5 июля 1938 начальник Посьетского погранотряда полковник К. Е. Гребенник сообщил, что в непосредственной близости от Заозёрной японцы выставили гарнизон из 30 человек, и пограничниками замечены признаки подготовки японцами к захвату сопки Заозёрная. В связи с осложнением обстановки на границе, 8 июля 1938 года было принято решение установить на сопке Заозёрной постоянный пост пограничной охраны. В 5 часов 30 минут 8 июля 1938 г. сопка Заозёрная была занята постоянным нарядом (10 пограничников), который начал строительство укреплений.
9 июля 1938 на Заозёрной была развёрнута резервная пограничная застава (30 человек).
24 июля 1938 к озеру Хасан были переброшены 3-й батальон 118-го полка 40-й стрелковой дивизии РККА и резервная погранзастава лейтенанта С. Я. Христолюбова. К 29 июля 1938 вершина сопки была подготовлена к обороне, здесь были отрыты окопы и находилась группа ст. лейтенанта Е. С. Сидоренко (92 человека со станковым пулемётом «максим»).
29 июля 1938 усиленная рота японской пехоты атаковала сопку Безымянная, на которой находилось 11 советских пограничников. Потеряв до 40 солдат, они заняли высоту, но после того, как к пограничникам прибыло подкрепление, уже к вечеру были выбиты обратно.
В этот же день с сопредельной стороны границы были произведены выстрелы по советским пограничникам на сопке Заозёрной.
Вечером 30 июля 1938 года японская артиллерия обстреляла сопки, после чего японская пехота вновь предприняла попытку захвата Безымянной и Заозёрной, но пограничники с помощью прибывшего 3-го батальона 118-го сп 40-й СД отбили атаку.
В 1 час ночи 31 июля 1938 с японской стороны границы началась ружейно-пулемётная стрельба по сопкам Заозёрная и Безымянная (с целью спровоцировать советскую сторону на открытие огня, установить местоположение позиций РККА и подавить их артиллерией), а затем, после короткой паузы — штурм высот подразделениями 75-го пехотного полка 19-й пехотной дивизии японской армии. Первая волна наступавших численностью около 150 солдат и офицеров была встречена винтовочно-пулемётным огнём и остановлена, но через 20 минут началась вторая атака. Тем не менее, вторая и третья атаки были отбиты. После короткой артподготовки, в результате четвёртой атаки силами до двух полков 19-й пехотной дивизии, японские войска заняли сопки. Немедленно после захвата японцы начали укреплять высоты, здесь были отрыты окопы полного профиля, установлены проволочные заграждения в 3-4 кола, началось оборудование блиндажей и убежищ.
В этот же день, 31 июля 1938 маршал В. К. Блюхер приказал сосредоточить в районе Сандоканцза, Заречье 40-ю стрелковую дивизию и восстановить положение на границе в районе высоты Заозёрная, однако предпринятая силами двух батальонов советская контратака успеха не имела.
3 августа 1938 Блюхер принял решение создать 39-й ударный стрелковый корпус, в который кроме 32-й и 40-й стрелковых дивизий вошли 2-я механизированная бригада, 59-й погранотряд, артиллерия и авиация.
4 августа 1938 сосредоточение войск было завершено, командующий Дальневосточным фронтом Г. М. Штерн отдал приказ № 01 о наступлении с целью атаковать и уничтожить противника между сопкой Заозёрная и озером Хасан и восстановить государственную границу. Начало наступления было назначено на 14 часов 6 августа 1938 года, сигналом к началу наступления для войск должны были стать удары авиации по позициям японцев.
С 3 по 5 августа 1938 одновременно с сосредоточением сил шла подготовка к наступлению РККА: проводилась рекогносцировка местности и уточнение задач перед подразделениями, оборудовались огневые позиции для артиллерии и наблюдательные пункты.
Вечером 5 августа 1938 года директива о наступлении поступила в войска.

## Штурм сопки Заозёрной 6 августа 1938
К началу советского наступления японские позиции представляли собой укреплённый плацдарм. Система обороны опиралась флангами на реку Тумень-Ула и имела 10—12 км по фронту, 4-5 км в глубину, вклинившись на 2—4 км вглубь советской территории. За трое суток японцы сумели серьёзно укрепить сопки, отрыли окопы полного профиля, ходы сообщения и противотанковые рвы, оборудовали пулемётные площадки, огневые позиции для артиллерии и наблюдательные пункты, установили миномёты и бронеколпаки.
Обстановку перед началом наступления чрезвычайно осложнили непрерывные ливневые дожди. Вода залила дороги, снабжение войск было затруднено. В то же время, дожди способствовали повышению уровня воды и затруднили японцам переправу через реку Тумен-Ула, осложнив дальнейшее усиление группировки на плацдарме (к этому времени к границе прибыли бронеавтомобили типа «сумида», однако японцы не успели их переправить на советский берег до начала советского наступления и в боевых действиях японские броневики участия не принимали).
Ночью с 5 на 6 августа 1938, под проливным дождём, была проведена дополнительная рекогносцировка местности, уточнены японские позиции. На рассвете 6 августа 1938 штурмовые части заняли исходные позиции для наступления, 45-мм противотанковые орудия были установлены на позиции для стрельбы прямой наводкой.
Низкая облачность и дождь задержали вылет авиации, но в 16:00, после того, как над озёрами рассеялся туман, началась бомбардировка японских позиций, в которой участвовали 216 советских самолётов. Всего было нанесено два бомбовых удара продолжительностью по 15 минут, в промежутке времени между первой и второй бомбардировками артиллерия произвела пристрелку. Первая бомбежка (в которой участвовали бомбардировщики СБ под прикрытием истребителей И-15 и И-16) была произведена с высоты 800 метров, вторая (с участием 41 тяжёлого бомбардировщика ТБ-3РН) была произведена с высоты 1000 метров. Несмотря на огонь с земли, самолёты снижались до 300 метров для ударов по японским позициям. Основной целью авиаударов являлись японские позиции на сопках Безымянная и Заозёрная (на которые были сброшены 1592 бомбы общим весом 122 тонны и израсходованы 37 985 патронов к пулемётам). Кроме того, бомбардировкам были подвергнуты огневые позиции японской артиллерии и районы Мантокусан и Иенчон (где были сосредоточены резервы японцев). Бомбардировка частично разрушила японские укрепления и проволочные заграждения, дезорганизовала управление войсками.
После двух массированных бомбардировок расположения японских войск и последовавшей за ними 45-минутной артподготовки, в 16:55-17:00 началось наступление советских войск:
- 32-я стрелковая дивизия и 3-й танковый батальон 2-й механизированной бригады наносили главный удар, они наступали с севера на сопку Безымянную[1]
- 40-я стрелковая дивизия, усиленная 2-м танковым батальоном и разведывательным батальоном 2-й механизированной бригады наносила вспомогательный удар, они наступали с юго-востока на сопку Заозёрную[1]

Перед началом атаки взвод 23-го отдельного сапёрного батальона 40-й стрелковой дивизии (обеспечивавший инженерную разведку и подготовку маршрутов для выдвижения танков), которым командовал В. С. Раков, благодаря искусной маскировке без потерь скрытно подобрался к сопке Заозёрной. После начала атаки сапёры открыли огонь в упор и забросали японские позиции гранатами, уничтожив огневые точки и заняв окопы противника.
Командир 40-й стрелковой дивизии полковник В. К. Базаров принял решение наступать в два эшелона:
- в первом эшелоне шёл 118-й стрелковый полк майора П. Соленова, который в 17:00 правым флангом начал наступление на высоту Пулемётная и сопку Заозёрная (главный удар наносил 3-й батальон 118-го стрелкового полка, которым командовал ст. лейтенант Ф. Разодеев)[17]
- во втором эшелоне шёл 120-й полк (командир — К. И. Провалов), усиленный танковым батальоном 2-й механизированной бригады[17]
- 119-й стрелковый полк оставался в резерве[17]

Перед началом атаки военнослужащие 40-й СД сумели подобраться на расстояние 200—300 метров к позициям противника, однако после начала атаки были встречены интенсивным огнём. В результате, японские окопы и пулемётные гнёзда потребовалось забрасывать ручными гранатами, а отдельные укреплённые огневые точки — подрывать фугасами. Сопровождавшие пехоту расчёты 45-мм и 76-мм орудий открыли огонь по проявившим себя огневым точкам.
Стремясь задержать движение советских войск, японцы открыли заградительный огонь, и начали обстреливать наступающие войска из глубины плацдарма и с территории Кореи. Высоту 76.1 с позициями японской артиллерии на корейской стороне границы потребовалось обработать артиллерией, однако танки 2-й механизированной бригады достаточно быстро преодолели полосу огня и вышли к Заозёрной, обеспечив поддержку сапёрному подразделению.
В дальнейшем, японские позиции на высоте Заозёрная атаковал 3-й батальон 118-го полка 40-й стрелковой дивизии, командование которым принял лейтенант И. Н. Мошляк:
- первыми начали 7-я рота и пулемётная рота, которые открыли огонь с фронта и начали продвижение к японским позициям[17]
- десять минут спустя 8-я и 9-я роты, направленные в обход правого фланга японцев, незамеченными дошли до проволочных заграждений, но при их преодолении были замечены и немедленно атаковали японцев[17]

В результате атаки, советские войска заняли вершину сопки Заозёрная (на которой был установлен красный флаг) и получили возможность вести огонь в глубину боевых порядков японцев.
К вечеру 6 августа 1938 года 118-й и 119-й стрелковые полки 40-й сд заняли часть Заозёрной. После этого японское командование ввело в бой дополнительные свежие силы и контратаковало 40-ю СД. Собрав имеющиеся резервы, комиссар 40-й СД Иванченко и начальник политотдела Полушкин повели их в атаку на контратакующих японцев, бой принял ожесточённый характер, с применением гранат и штыков, но японцы были сброшены с высоты.
Бои за сопку Заозёрную 6 августа 1938 года характеризовались интенсивным применением ручных гранат и частями РККА, и японской стороной.

## Последующие события
7 августа 1938 бои за высоты продолжались, в течение дня японская пехота предприняла 12 контратак.
8 августа 1938 части 39-го корпуса и 118-й стрелковый полк 40-й дивизии полностью заняли сопку Заозёрная, хотя боевые действия и обстрелы не прекращались до 11 августа 1938 года.

## Память, отражение в литературе и искусстве
- В. Л. Занадворов, стихотворение «Шлем» (1939)
- Х/ф «Хасанский вальс» (Россия, 2008 год, режиссёр М. Готенко). Из-за близости сопки Заозёрной к государственной границе, съёмки проходили на сопке Змеиная, р-он Змеинка, г. Владивосток, Приморский край. Сопка Змеиная имеет 92 метра в высоту и приблизительно на 2/3 уступает по высоте сопке Заозёрной.